# ویت-سور-ان
ویت-سور-ان (به فرانسوی: Villette-sur-Ain) یک کمون در فرانسه است که در Canton of Chalamont واقع شده‌است.

## خصوصیات
ویت-سور-ان ۱۹٫۳۸ کیلومترمربع مساحت و ۶۶۴ نفر جمعیت دارد و ۲۳۵ متر بالاتر از سطح دریا واقع شده‌است.